# Apseudopsis olimpiae
Apseudopsis olimpiae is een naaldkreeftjessoort uit de familie van de Apseudidae. De wetenschappelijke naam van de soort is voor het eerst geldig gepubliceerd in 1986 door Gutu.